# Liste der Gemeindeteile der kreisfreien Stadt Hof (Saale)
Die Liste der Orte in der kreisfreien Stadt Hof (Saale) listet die 33 amtlich benannten Gemeindeteile (Hauptorte, Kirchdörfer, Pfarrdörfer, Dörfer, Weiler und Einöden) in der kreisfreien Stadt Hof (Saale) auf.

## Systematische Liste
- Die kreisfreie Stadt Hof (Saale) mit dem Hauptort Hof; dem Pfarrdorf Hofeck; den Dörfern Alsenberg, Eppenreuth, Epplas, Haidt, Hohensaas, Jägersruh, Leimitz, Osseck, Pfarrhof, Unterkotzau und Wölbattendorf; den Weilern Lausenhof, Pirk, Rosenbühl und Vogelheerd; den Orten Christiansreuth, Krötenbruck, Moschendorf, Neuhof und Petersziegelei; den Einöden Eichelberg, Epplasmühle, Erlalohe, Erlhof, Geigen, Haag, Krötenhof, Quetschen, Staudenmühle, Stein und Stelzenhof.

## A
- Alsenberg

## C
- Christiansreuth

## E
- Eichelberg
- Eppenreuth
- Epplas
- Epplasmühle
- Erlalohe
- Erlhof

## G
- Geigen

## H
- Haag
- Haidt
- Hof
- Hofeck
- Hohensaas

## J
- Jägersruh

## K
- Krötenbruck
- Krötenhof

## L
- Lausenhof
- Leimitz

## M
- Moschendorf

## N
- Neuhof

## O
- Osseck

## P
- Petersziegelei
- Pfarrhof
- Pirk

## Q
- Quetschen

## R
- Rosenbühle

## S
- Staudenmühle
- Stein
- Stelzenhof

## U
- Unterkotzau

## V
- Vogelheerd

## W
- Wölbattendorf

| ↑ Zurück zum Inhaltsverzeichnis |